# Stictopelta marmorata
Stictopelta marmorata är en insektsart som beskrevs av Goding. Stictopelta marmorata ingår i släktet Stictopelta och familjen hornstritar. Inga underarter finns listade i Catalogue of Life.